# 敬安镇
敬安镇，是中华人民共和国江苏省徐州市沛县下辖的一个乡镇级行政单位。

## 行政区划
敬安镇下辖以下地区：
敬安一社区、敬安二社区、敬安三社区、郭庄社区、吴庄社区、巩楼社区、肖吴庄社区、梁集村、杨楼村、新庄村、新安集村、王刷楼村、唐楼村、禇口村、小韩口村、郭楼村、袁大庄村、宗娄村、刘庄村、葛口村、汪楼村、孙楼村、许庄村、赵庄村、韩大楼村和大韩口村。